# NGC 181
NGC 181 est une galaxie lenticulaire située dans la constellation d'Andromède. NGC 181 a été découverte par l'astronome français Édouard Stephan en 1883.

## Caractéristiques
Sa vitesse par rapport au fond diffus cosmologique est de 5 247 ± 24 km/s, ce qui correspond à une distance de Hubble de 77,4 ± 5,4 Mpc (∼252 millions d'al).
À ce jour, deux mesures non basées sur le décalage vers le rouge (redshift) donnent une distance de 100,500 ± 0,707 Mpc (∼328 millions d'al), ce qui est nettement à l'extérieur des valeurs de la distance de Hubble. Notons cependant que c'est avec la valeur moyenne des mesures indépendantes, lorsqu'elles existent, que la base de données NASA/IPAC calcule le diamètre d'une galaxie et qu'en conséquence le diamètre de NGC 181 pourrait être d'environ 12,6 kpc (∼41 100 al) si on utilisait la distance de Hubble pour le calculer.
NGC 181 présente une large raie HI.